# Catedral del Santo Nombre de Jesús (Raleigh)
La Catedral del Santo Nombre de Jesús  (en inglés: Holy Name of Jesus Cathedral) Es una catedral católica actualmente en construcción que será la nueva sede de la Diócesis de Raleigh, en Carolina del Norte, Estados Unidos, en sustitución de la Catedral del Sagrado Corazón.
La cúpula está a 164 pies sobre el piso. Tiene Suelos de mármol italiano en el altar, y azulejos de porcelana en todas partes. La capacidad de asientos es de 2000 feligreses. De las 95 vidrieras, 45 serán ventanas restauradas  de una antigua iglesia en la Arquidiócesis de Filadelfia. 23 de los 24 nichos en las paredes tendrán estatuas de santos, reservándose la última para el Padre Thomas Price, la primera persona de Carolina del Norte que fue ordenada sacerdote, en el caso de que se convierta en santo. Tres arcos por encima de las puertas principales de 10 pies cada uno tendrá un escudo de armas. Una será para la Diócesis de Raleigh, una para el Papa Francisco y otro para el Obispo Burbridge.